# Cocal de Telha
Cocal de Telha település Brazíliában, Piauí államban. Cocal de Telha Capitão de Campos, Boqueirão do Piauí, Campo Maior, Jatobá do Piauí és Nossa Senhora de Nazaré községekkel határos.

## Népesség
| Lakosok száma | 4248 | 4525 | 4908 | 4911 |
|               | 2000 | 2010 | 2021 | 2022 |